# Megalomus minor
Megalomus minor is een insect uit de familie van de bruine gaasvliegen (Hemerobiidae), die tot de orde netvleugeligen (Neuroptera) behoort. 
Megalomus minor is voor het eerst wetenschappelijk beschreven door Banks in Baker in 1905.